# Knattespindel
Knattespindel (Jacksonella falconeri) är en spindelart som först beskrevs av Jackson 1908.  Knattespindel ingår i släktet Jacksonella och familjen täckvävarspindlar. Enligt den finländska rödlistan är arten nära hotad i Finland. Arten är reproducerande i Sverige. Artens livsmiljö är grus-, klapper- och stenstränder vid Östersjön. Inga underarter finns listade i Catalogue of Life.